# XIII (fumetto)
XIII è una serie a fumetti franco-belga, scritta da Jean Van Hamme e disegnata da William Vance entrambi di nazionalità belga (con l'eccezione del volume 18, disegnato da Jean Giraud), pubblicata dalla editrice Dargaud a partire dal 1984, che ha per protagonista l'omonimo personaggio Numero XIII.
La storia ruota attorno al protagonista smemorato (XIII appunto, anche detto Tredicesimo) che cerca di scoprire il suo passato nascosto. Ispirato al libro di Robert Ludlum Un nome senza volto (The Bourne Identity, 1980), la serie a fumetti di XIII fu inizialmente pubblicata a puntate nella rivista belga Spirou nel 1984 e poi ripubblicata da Dargaud in volumi. È stata tradotta in più di quattordici lingue.
La serie ha riscosso grande successo in Francia e in Belgio, con milioni di copie vendute, diventando un vero e proprio oggetto di culto. Le sono stati anche dedicati un videogioco, una miniserie e una serie televisiva, loghi per telefoni cellulari e un francobollo emesso dalle poste del Belgio.
In Italia XIII ha esordito nel 1990 sul settimanale Lanciostory dell'Eura Editoriale. Due anni più tardi l'Eura propose la serie su volume cartonato nella collana Euracomix, ma le vendite stentavano a decollare. Dal 1999 la Panini Comics ha acquistato i diritti della serie e iniziato a ristampare i volumi secondo la scansione delle uscite francesi: cartonati di 48 pagine a colori, mentre l'Eura proseguiva la serializzazione a puntate sul settimanale, conclusasi nel 2008. A partire dalla fine del 2012 Aurea Editoriale (che nel frattempo aveva ereditato le pubblicazioni di Eura) ha ristampato tutta la prima serie in volumetti mensili in bianco e nero che contengono ciascuno due episodi. La ristampa si è conclusa con il n. 10 pubblicato il 30 settembre 2013. Il volume 22 Ritorno a GreenFalls è stato pubblicato da Panini Comics il 14 novembre 2013.
Nel 2015 Mondadori Comics inizia a serializzare con cadenza mensile dei volumi cartonati che raccolgono a 2 a 2 le storie della serie principale e gli episodi di XIII Mistery, side-stories che approfondiscono il passato dei personaggi principali della saga.

## Elenco dei volumi
1. Il giorno del sole nero
2. Là dove va l'indiano
3. Tutte le lacrime dell'inferno
4. SPAD
5. Codice Rosso
6. Il dossier Jason Fly
7. La notte del 3 agosto
8. Tredici contro uno
9. Per Maria
10. El Cascador
11. Tre orologi d'argento
12. La sentenza
13. L'inchiesta
14. Segreto militare
15. Sguinzagliate i cani
16. Operazione Montecristo
17. L'oro di Massimiliano
18. La versione irlandese (disegni di J.Giraud)
19. L'ultimo round
20. Il giorno del Mayflower
21. L'esca
22. Ritorno a Greenfalls
23. Il messaggio del martire
24. L'eredità di Jason MacLane
25. The XIII history
26. 2132 metri
27. Memoria ricaricata
28. Cuba, dove tutto è cominciato
29. Mosca - Spaso House

## Trama
La serie completa è composta da 19 volumi durante i quali si intrecciano le manovre fantapolitiche degli Stati Uniti d'America e le vicende di XIII, uomo affetto da amnesia in seguito ad una ferita alla testa che cerca di ricostruire il suo passato partendo da un'unica traccia: la cifra romana XIII tatuata sulla clavicola sinistra.
Volumi 1-5.
La serie comincia con un uomo che si risveglia su una spiaggia di Peacock Bay nella costa orientale degli Stati Uniti, si rende conto che soffre di amnesia e solo il tatuaggio "XIII" sulla clavicola lo collega al passato. In questi volumi gli autori conducono 'XIII' alla ricerca della sua identità e del suo passato, solo per trovare se stesso e affrontare la "cospirazione del XX", che mira a un colpo di Stato negli Stati Uniti. Questi volumi formano un arco chiuso di storia, che termina con la distruzione del "XX". Nel primo volume, XIII si risveglia a terra e si trova presto braccato da sicari per motivi a lui sconosciuti. Riesce a sfuggirgli e trova una sua fotografia, che lo ritrae in compagnia di una donna, sviluppata da un fotografo nella città di Eastown. XIII parte per Eastown, dove identifica la donna sulla fotografia come Kim Rowland, vedova del capitano dell'Esercito degli Stati Uniti Steve Rowland. Andando all'indirizzo di Kim Rowland, XIII trova un messaggio nascosto lasciato da Kim, che dice che qualcuno soprannominato "la Mangusta" ha trovato traccia di lei e che aspetterà XIII "dove va l'indiano". Ancora una volta braccato dai killer, XIII viene salvato dal colonnello Amos, un agente del governo che indaga sull'assassinio del Presidente degli Stati Uniti, William Sheridan. Il colonnello Amos ha un filmato che mostra XIII mentre uccide il presidente e così è sicuro che ha catturato l'assassino, ma lui ignora ancora la sua vera identità. XIII riesce a fuggire, e nella sua fuga, viene affrontato dalla mangusta, il capo degli assassini che stanno cacciando XIII.
Nel secondo volume, la ricerca di XIII per Kim Rowland porta alla sua cattura da parte dell'esercito del generale Carrington, che identifica XIII come Steve Rowland, marito di Kim Rowland ed ex-membro di una speciale unità operativa chiamata SPADS (Special Assault and Destroying Sections) creata da Carrington e comandata da Rowland quando probabilmente lui è stato ucciso in un incidente in elicottero due anni prima. "Rowland" viene riportato a casa sua a Southbourg dall'aiutante di Carrington, il tenente Jones. Mentre suo padre, Jeremie Rowland, un ricco proprietario terriero, ed altri parenti non esprimono dubbio alcuno sulla sua identità, XIII è deluso di non trovare Kim lì. Amos viene ad incontrare XIII e lo ritiene ancora come suo primo sospettato dato che le sue impronte sono state trovate sul fucile del cecchino che ha sparato al presidente Sheridan. Ma mentre l'amnesia di XIII gli impedisce di essere di qualche utilità per trovare chi ha ordito l'assassinio di Sheridan, Amos lascia che XIII continui la ricerca di Kim Rowland perché, dato che lei è nascosta, sospetta che sappia qualcosa di importante. XIII finalmente riesce a trovare "dove va l'indiano", ma viene ingannato da Felicity, la giovane moglie Jeremie Rowland. Felicity uccide Jeremy Rowland e Matt, il nipote di Steve, incastrando XIII per gli omicidi, con lo scopo di ereditare la fortuna di Jeremy. XIII sfugge, tuttavia, alla polizia con Carrington e il tenente Jones e si riunisce con Kim nel suo nascondiglio. Kim gli rivela che anche lei è tatuata come lui, con il numero XVII, e che lei non sa il vero nome di XIII, che ritiene non sia comunque Steve Rowland. Kim scompare mentre XIII viene arrestato dalla polizia, processato e giudicato colpevole per l'assassinio dei Rowlands, e condannato alla prigione di massima sicurezza.
Il terzo volume inizia con XIII in una struttura per pericolosi criminali affetti da gravi infermità mentali. Nel frattempo il colonnello Amos, proseguendo nella sua inchiesta, inizia a rendersi conto che XIII non è Steve Rowland, ma un sosia. Egli suppone che Steve Rowland è stato davvero ucciso in azione e che XIII ha subito interventi di chirurgia plastica, assassinato il presidente Sheridan, e la Mangusta ha cercato di ucciderlo e lasciare agli investigatori un corpo che venisse identificato come Steve Rowland, per insabbiare l'inchiesta portandola ad un vicolo cieco. Il colonnello Amos richiede l'aiuto di Carrington per identificare le persone che hanno ricevuto una formazione speciale come militari di primo livello e che corrispondono all'aspetto di XIII, con lo scopo di scoprire l'identità reale di XIII. Carrington fornisce le generalità di una ventina di persone; uno di loro, un certo Ross Tanner, è scomparso da due anni. Amos decide di lasciare XIII in carcere per averlo a portata di mano e curarlo per interrompere la sua amnesia. Il trattamento non riesce, e la Mangusta cerca di uccidere in prigione XIII. Per eludere il killer Mangusta, XIII tenta una evasione, che non riesce, ma Carrington e Jones riescono a portar fuori XIII.
Il quarto volume inizia con il colonnello Amos che constata che Carrington ha inventato l'identità Tanner, e sospetta che fosse parte del complotto per uccidere il presidente Sheridan. XIII, sotto il nome di Ross Tanner, è stato nascosto da Carrington in una struttura di formazione SPAD nel paese immaginario di San Miguel. Proseguendo la sua verifica degli archivi, il colonnello Amos constata che, nella tomba di un certo Jason Fly c'era infatti il corpo del vero capitano Steve Rowland, non ucciso in un incidente d'elicottero due anni prima ma da proiettili, poco dopo l'assassinio del presidente Sheridan. Supponendo ora che Rowland è stato il vero assassino, Amos è confuso sul reale ruolo di XIII, ma espone i fatti al giudice Allenby, che aveva individuato il corpo nello schianto d'elicottero come quello di Rowland e ora è il capo delle indagini e come uno dei cospiratori era il numero VI. Amos chiede ad Allenby il nome del Numero I della congiura, ma Allenby viene ucciso dal killer della Mangusta, che stava poi per uccidere Amos quando è colpito da Kim Rowland. Nel frattempo, un Sergente SPAD di nome Betty Barnowsky rivela a XIII che ha visto una volta Steve Rowland a Eastown, dopo la sua presunta morte nell'incidente in elicottero, in compagnia del colonnello SPAD Seymour Mac Call, come prova della sua appartenenza alla congiura. XIII, Barnowsky e Jones sfuggono ad un tentativo di assassinio da parte colonnello Mac Call, ma alla fine si perdono nella giungla di San Miguel.
Kim Rowland porta Amos dal direttore dell'FBI Carl Heideger e dal generale Carrington, per rivelare che, dopo la sua finta morte nello schianto dell'elicottero, Steve Rowland contattò la moglie Kim e la fece membro della cospirazione. Kim, non condividendo l'ideologia stessa della cospirazione ed essendo ex agente dell'FBI, segretamente ha avvertito il suo ex capo Heideger, che non fu comunque in grado di impedire l'assassinio del presidente Sheridan. Steve Rowland venne colpito dalla Mangusta per intralciare le indagini federali impegnate nella delicata, nonché difficoltosa, decostruzione del complotto, ma fuggì gravemente ferito e morì poco dopo aver detto a Kim quello che era successo. Heideger e Carrington poi crearono un piano per far credere alla 'congiura dei XX' che Steve Rowland era sopravvissuto, in modo da attirare gli assassini della Mangusta, nella speranza di arrestarli e seguire le loro tracce al fine di identificare e, in seguito, arrestare tutti i congiurati. Per fare ciò hanno trasformato Jason Fly nel sosia di Steve Rowland, ma poco dopo Jason è scomparso (è stato colpito alla testa, perdendo quindi la memoria... come visto all'inizio della storia). Inoltre Kim Rowland ha rivelato di essere la figlia di Carrington.
All'inizio del volume cinque, XIII, Jones e Barnowsky rapiscono il Marchese di Préseau, ricco proprietario terriero, per rubare il suo jet e ritornare negli Stati Uniti. Nel frattempo Carrington e Heideger sono stati arrestati dai congiurati, che si preparano ad eseguire un golpe prendendo il controllo del paese durante un'esercitazione militare su larga scala. XIII e le due donne si incontrano con il colonnello Amos, che li mette in contatto con Walter Sheridan, fratello del presidente assassinato William Sheridan nonché candidato alla Presidenza.
Sheridan aiuta XIII infiltrarsi nel centro militare delle operazioni, e insieme al Presidente Galbrain riescono in extremis a fermare la congiura. Ogni membro della cospirazione, ad eccezione dell'illustre Numero I, è stato ucciso o catturato. Walter Sheridan è eletto presidente. Kim Rowland resta dispersa per ragioni sconosciute. Alla fine di questo arco narrativo, XIII crede di aver trovato la sua vera identità in Jason Fly, ed è pronto a continuare a vivere normalmente, anche se i ricordi non gli sono ancora del tutto ritornati.
Volumi 6-8.
Nei seguenti volumi XIII riprende l'indagine sul suo passato. I Volumi sei e sette vedono XIII a Greenfalls, una città di neve sulle Montagne Rocciose, dove la storia ruota intorno al destino di suo padre nei maccartiani anni cinquanta. XIII viene a sapere che suo padre, Jonathan Fly, è stato assassinato dalla setta locale del Ku Klux Klan; dopo aver scoperto la vera identità del padre (MacLane, anziché Fly) XIII comincia a ricostruire la vita del genitore, ovvero di Jonathan MacLane, giornalista "rosso" che era dovuto fuggire dopo aver patito la dura ed impietosa caccia alle streghe di stampo maccartiano. La Mangusta è ancora sulla pista di XIII con la benedizione degli assassini di Jonathan MacLane, ma XIII elude la caccia all'uomo riuscendo ad ottenere giustizia per l'assassinio di suo padre e facendo in seguito arrestare la Mangusta. Quest'ultimo rivela che era presente sullo yacht di Numero I e che è stato proprio lui a sparare il proiettile che ha di fatto reso XIII amnesico, ma non ottiene nessuna informazione sul misterioso Numero I. La storia finisce con il labile sollievo per XIII per aver finalmente ritrovato la sua vera identità in Jason MacLane.
Nel volume 8 vediamo Jason ospite del neoeletto presidente Walter Sheridan che insiste nel volerlo assumere come agente speciale incaricato di far luce sull'identità del misterioso Numero I. Jason non sembra interessato all'incarico finché non scopre che la Mangusta è evaso dal carcere. Comincia allora l'inchiesta e Jason incontra Frank Giordino, il successore di Heideger alla sicurezza nazionale, e gli chiede, l'autorità presidenziale "Alpha" alla mano, di consegnargli la lista delle imbarcazioni ormeggiate nella Peacok Bay la notte tra l'8 e il 9 novembre due anni prima alla stessa ora. Jason cerca in questa maniera di identificare lo yacht dove lui stesso rimase ferito alla testa, convinto che si tratti proprio dello yacht del Numero I. Jason pensa di aver rintracciato Kim (nel ranch di sua zia Amalia) e incontra Colonnello Amos al quale mostra lista delle imbarcazioni precisando che solo lui, Amos, la Mangusta e il Numero I sanno che lo yacht di quest'ultimo è proprio sulla lista. Amos è stupito nel notarvi proprio il nome dello yacht di Walter Sheridan, il Lady Bee. Prima di partire XIII chiede ad Amos due cose: informarsi sull'integrità dell'agente speciale Ned Bancroft e il nome dell'ospedale dove fu medicato il presidente Walter Sheridan dopo il fallito attentato durante il funerale di suo fratello. È Washburne Hospital la prossima destinazione di Jason che è riuscito a farsi accettare come paziente. Di notte, mentre è indaffarato nel frugare nel dossier di Sheridan, viene colto di sorpresa da Irina, una killer russa al soldo della Mangusta, e riesce in extremis a fuggire al suo fuoco, aiutato proprio dall'agente Ned Bancroft, dopo averla gravemente ferita all'occhio con un pezzo di vetro. Jason incontra Amos e gli confida di non avere più alcun dubbio sull'identità del Numero I: è il presidente Sheridan!. A prova di ciò, come ha potuto leggere dal referto medico di Wally, è proprio l'intervento chirurgico finalizzato al trapianto di pelle sulla clavicola. Appare chiaro che il "ricovero forzato" di Wally, in seguito all'attentato contro la sua persona, sia stato orchestrato da lui stesso al fine di eliminare il tattuaggio che possa incriminarlo. Proprio in quell'istante Jason e Amos vengono presi di mira dalla Mangusta che dall'alto dell'ULM (lo stesso da lui utilizzato per evadere dal carcere) riesce a colpire con un mitra Amos, prima di fuggire indisturbato. Gli agenti sparano in vano verso la Mangusta che si allontana mentre arrivano i soccorsi. XIII è illeso e mentre accompagna Amos in ambulanza quest'ultimo gli rivela il nome del porto dove lo yacht Lady Bee è ormeggiato: Northshore! Amos augura inoltre buona fortuna a Jason dicendogli: "Scommetto su di te ragazzo mio... tredici contro uno!"
XIII, una volta a Northshore, osserva con i binocoli Sheridan sullo yacht ma è sorpreso nell'incontrare Jones che anche lei cerca Kim. Jones riferisce a XIII che ha scoperto che Kim, stando a una foto trovata da sua zia Amalia, frequentava da studentessa l'attuale presidente Sheridan e che all'epoca era anche incinta. Queste nuove informazioni costituiscono per XIII un importante tassello che dà forma e consolida la teoria che Sheridan avrebbe costretto Kim a fare il doppio gioco e Kim, temendo per l'incolumità di suo figlio, ha ottemperato suo malgrado. Jason, assieme ad una poco convinta Jones, decide di contattare Kim perché la ritiene l'unica persona che può provare, oltre la Mangusta, che Sheridan è in realtà il Numero I.
A bordo di un canotto, complice il buio della stessa notte, XIII si reca di nascosto su un'isola poco distante dopo aver scoperto che è di proprietà della moglie di Sheridan, Mrs Fitzsimmons. Dopo aver neutralizzato alcune guardie armate, XIII s'imbatte in Kim che, in preda ad un incontrollabile panico, gli rivela che è stato attirato in una trappola ben architettata. XIII, davanti al rifiuto di Kim di fuggire con lui, la stordisce e la porta via di peso solo per essere fermato lui dalla Mangusta e Irina, che in precedenza si erano appostati vicino al canotto sulla battigia. XIII è costretto ad arrendersi mentre la Mangusta fa esplodere a distanza la barca dove XIII aveva lasciato Jones. Sullo yacht di Sheridan la Mangusta conferma a XIII il tradimento di Kim e gli rivela che il piano è quello di affondare il Lady Bee con all'interno XIII, Kim e Jones che la Mangusta aveva in precedenza catturato. Irina inietta agli ostaggi un potente sonnifero prima di abbandonare lo yacht assieme alla Mangusta. XIII ne approfitta per iniziare a gridare per svegliare Kim la quale, con grande fatica, lo aiuta a liberarsi poco prima di crollare a terra svenuta. XIII deve anche farsi un leggero taglio sulla mano per non soccombere all'incombente abbandono delle forze, trova un salvagente e vi aggancia saldamente un'ancora svenuta Jones. Si avverte una potente deflagrazione con conseguente ribaltamento del Lady Bee ma XIII riesce, nell'avvolgente acqua e fumo, ad salvarsi assieme a Jones pochi attimi prima dell'inesorabile affondo dello yacht.
Poche ore più tardi all'alba, Ned Bancroft riesce a trarre in salvo i due naufraghi. Alcune ore più tardi, XIII è ospite nello Studio Ovale dove Sheridan cinicamente gli confessa che sperava che Ned trovasse il suo cadavere invece di salvargli la vita. Aggiunge che il chirurgo che gli fatto il piccolo trapianto di pelle alla clavicola è stato trovato morto la scorsa notte e che, adesso che anche Kim è morta, XIII non può più provare niente. Alla domanda del perché della scelta di salvare Jones invece della "più utile" Kim XIII risponde che si tratta di cose che uno stronzo come Wally non potrà mai capire. Wally spinge oltre il suo cinismo chiedendo a XIII di lavorare per lui e riceve come risposta un cazzotto in faccia. Wally, accecato dalla rabbia e dal sangue che gli gronda dal naso, tuona furiose minacce di morte contro XIII che si era già allontanato tranquillamente dallo Studio Ovale. XIII incontra Ned, lo ringrazia ed esce dalla Casa Bianca.
Volumi 9-11.
Nel volume 9 ritroviamo XIII e Jones ospiti del Marchese de Préseau e sua moglie Betty Barnowsky presso la loro piantagione a San Miguel, in Sud America. XIII viene contattato da Padre Jacinto, convinto di aver riconosciuto in lui un certo Kelly Brian, un americano di origini irlandesi il quale, dopo una formazione militare speciale a Cuba, avrebbe raggiunto i ribelli santosisti, guidati da Jorge e Maria de Los Santos nel Costa Verde. Padre Jacinto spiega che Brian avrebbe quindi combattuto il regime del dittatore Ortiz il quale, in seguito ad un golpe ai danni del presidente socialista José-Enrique Los Santos, avrebbe costretto i figli alla macchia. Brian li avrebbe raggiunti e in seguito sposato Maria combattendo con successo con i ribelli diventando una leggenda con il nome di battaglia El Cascador... poco prima di essere arrestato e giustiziato dal Colonnello Peralta, il capo della polizia segreta di Ortiz.
Questa storia spiegherebbe dunque il buco di 6 anni nella vita di Jason Fly e colmerebbe il tempo trascorso tra l'università e l'inizio della sua missione per il controspionaggio americano che avrebbe potuto pagare Peralta per far credere alla morte del Cascador. Spiegherebbe inoltre come Jason abbia fatto ad imparare lo spagnolo e a combattere. Per saperne di più XIII accetta la missione affidatagli da Padre Jacinto: travestirsi da Karl Meredith, un trafficante d'armi chimiche atteso da Ortiz (in precedenza eliminato da Padre Jacinto), e tentare di far evadere Maria, rinchiusa nella prigione segreta di Roca Negra.
XIII si reca al Costa Verde dove conosce un universitario americano, il prof. Frederick Simmel. XIII scopre inoltre che la matrigna di Steve Rowland, Felicity, è diventata l'amante di Ortiz facendosi chiamare Felicidad Moreno. Come da copione, XIII è rapito dai ribelli guidati da Jorge de Los Santos, ovvero Angel. Quest'ultimo lo incarica di rapire Felicity per poterla scambiare con sua sorella Maria. Nel frattempo, inseguiti dalla polizia locale, Jone, Betty e il Marchese si recano al Costa Verde dove sono ospitati nella giungla a casa di un vecchio amico del marchese, un trafficante d'armi americano chiamato Sean Mullway... lo stesso cognome della madre di Jason Fly.
XIII escogita un piano per rapire Felicity ma Peralta, informato dalla sua talpa presso i ribelli, ovvero la stessa talpa che in passato gli ha permesso di catturare El Cascador, tende una trappola a XIII e lo arresta sotto lo sguardo del Prof. Simmel. Quest'ultimo lavora per un'importante azienda americana che sembra ben inserita negli affari del Costa Verde.
Nel volume 10 vediamo XIII rinchiuso a Roca Negra dove viene torturato per mano del Colonnello Peralta. Jones e il Marchese, facendosi passare per delegati della Croce Rossa, arrivano in elicottero e attaccano la prigione. Si uniscono all'attacco Padre Jacinto e un commando dei ribelli che presto s'impadroniscono del forte liberando XIII. A Peralta non rimane che fuggire in elicottero con in ostaggio Maria ma XIII riesce a far schiantare il velivolo ritrovandosi da solo nella giungla con Maria... senza sapere se è stato realmente un giorno Kelly Brian, alias El Cascador, suo marito.
Angel riesce a salvare XIII e Maria ma imprigiona XIII, Jones, il Marchese, Betty e Mullway. XIII viene a sapere che Angel è sostenuto dall'azienda americana Minerco, di cui Simmel è il rappresentante nel Costa Verde. Il suo piano è stato quello di architettare il tutto al fine di far credere al ritorno del Cascador nella persona di XIII e ridare così speranza al popolo del Costa Verde. Il piano di Simmel è addirittura andato oltre: galvanizzati dal ritorno del loro eroe, i ribelli hanno riconquistato Puerto Pilar, massacrato Ortiz e portato Angel alla presidenza del paese. Angel propone ai prigionieri di scegliere tra la vita e l'esilio ma XIII, spinto dalla curiosità di conoscere la verità sul suo passato, preferisce restare e rimanere prigioniero.
Si apre quindi il processo al Cascador, accusato da Angel di tradimento. L'avvocato difensore è Mullway che rivela tutta la macchinazione di Angel durante il dibattimento accusandolo di essere proprio lui la talpa di Peralta che aveva denunciato El Cascador, geloso della sua grande popolarità e carisma. Angel avrebbe in seguito ceduto lo sfruttamento del germanio (minerale dieci volte più caro dell'uranio) alla Minerco in cambio del suo appoggio alla rivoluzione. Messo davanti al fatto compiuto Angel sceglie di togliersi lavita sparandosi. XIII è naturalmente assolto ma le soprprese per lui non finiscono qui perché Mullway ha altre rivelazioni che lo riguardano direttamente: in effetti, non è un caso che abbia lo stesso cognome della madre di Jason Fly. Mullway dice che è in realtà il padre biologico di XIII e che deve ora raccontargli tutta la storia.
Il volume 11 comincia con Sean Mullway che racconta la storia della sua famiglia... Un giorno, nel 1905, tre amici immigrati irlandesi, Liam MacLane, George Mullway e Jack Callahan, sposano le tre figlie di Henry "Daddy" O'Keefe: Jenny, Kate e Beth. Daddy, come regalo di nozze, regala un orologio d'argento a ciascuno dei generi. Una sera nel 1910 un incendio doloso ordito dalla malavita italiana uccide Daddy, la moglie e il nipotino Jimmy, figlio di Jack e Beth. Liam, George e Jack si vendicano uccidendo Don Vitale, boss locale prima di fuggire dalla città, inseguiti dai killer della mafia. Le tre sorelle O'Keefe riprendono l'attività di famiglia ma sotto la protezione forzata della famiglia Giordino che ha combinato matrimoni con i suoi figli maschi. Tom MacLane, figlio di Liam e padre di Jonathan (futro padre adottivo di XIII) morì in un campo di prigionia giapponese durante la guerra del Pacifico. Francis Mullway, figlio di George e padre di Sean, si tolse invece la vita in seguito alla depressione di cui soffriva.
Molti anni dopo Sean ricevette una lettera da Liam MacLane, ancora in vita dopo aver lasciato la famiglia 50 anni prima. Vi scrive che dopo l'uccisione di Don Vitale nel 1910 lui, Jack e George avevano raggiunto le truppe di Pancho Villa durante la rivoluzione messicana. Dopo un periodo di feroci combattimenti i tre seppero di una cassaforte contenente 100 000 pesos d'oro custodita da un'unità dell'esercito messicano. L'idea era quella di rapinare le guardie armate e rientrare con il tesoro negli Stati Uniti dove poter ricominciare una nuova vita con le proprie famiglie. Il colpo riuscì e fu una vera mattanza di soldati. Tuttavia sulla strada del ritorno Jack fu ucciso da alcuni banditi mentre George si annegò nel Rio Grande con tutto tesoro. Liam vide nella morte dei suoi amici e nella conseguente perdita del tesoro una punizione divina e decise di farsi monaco in un monastero nel Costa Verde.
Alla luce di queste rivelazioni Sean decise di interessarsi al ritrovamento del tesoro. Mentre si accingeva a partire per la sua caccia conobbe Carla Giordino, figlia di Deborah O'Keefe e Giambattista Giordino. I due s'innamorarono e, nonostante il parere contrario dei suoi genitori e del clan Giordino, si sposarono e Carla rimase incinta. Una sera Sean trovò in casa il fratello di lei Frank, il futuro consigliere del Presidente Walter Sheridan alla Sicurezza Nazionale, e in un acceso diverbio presto degenerato in colluttazione tra i due dalla pistola di Frank partì uno sparo che colpì Carla, incinta all'ottavo mese. Frank fuggì dall'appartamento lasciando un disperato Sean con la sfortunata donna che ebbe comunque il tempo di dar la luce a suo figlio prima di morire. Sean, accusato dell'omicidio di sua moglie, affida il neonato prima a sua sorella Margareth (che morirà alcuni mesi dopo) e a suo cugino Jonathan MacLane che chiamerà il bambino Jason. Ed è qui che inizia la storia di XIII...
Sean racconta di come si è messo alla caccia del tesoro con l'aiuto del Marchese de Préseau, conosciuto in Messico. Sean aveva capito che il tesoro era stato nascosto in Messico e che avrebbe potuto trovarne l'ubicazione esatta solo con l'aiuto dei tre orologi d'argento, decodificandone quanto era stato inciso dai tre amici. Sean possedeva già quelli di Jack e di George, quest'ultimo rinvenuto presso una chiesa sul Rio Grande. Tuttavia, dopo 30 anni di ricerche, Sean non riusciva ancora ad identificare la tomba di Liam ed il terzo orologio.
Ritorno al presente. Maria de Los Santos, la nuova presidente del Costa Verde, affida a XIII una nuova missione: contrastare il Colonnello Peralta il quale, a capo di fedeli lealisti del regime di Ortiz, minaccia di riconquistare il paese attaccando la capitale Puerto Pilar. XIII e Padre Jacinto, a notte fonda e sotto una pioggia battente, devono in pratica far esplodere il ponte di Rio Marana al fine di far guadagnare tempo al nuovo regime. Tuttavia l'operazione non si svolge come previsto: Padre Jacinto rimane ucciso dal fuoco dei soldati e XIII viene costretto ad arrendersi. L'operazione è destinata al totale fallimento quando di colpo si sente nel buio della notte un assordante rombo: è Jones che arriva nella notte piovosa a bordo di un caccia US liberando un missile a guida laser che distrugge il ponte uccidendo Peralta, decretando così la fine della minaccia. Le forze lealiste depongono le armi arrendendosi durante i giorni successivi, suggellando il completo successo della rivoluzione Santosista.
Risulterà determinante per le sorti della rivoluzione e del paese l'intervento aereo armato di Jones ma quest'ultima non è solo venuta per fungere da provvidenziale deus ex-machina: chiede infatti a XIII di accompagnarla urgentemente negli Stati Uniti perché i suoi servigi sono tassativamente richiesti per fermare la follia di una persona che conosce molto bene: il Generale Carrington.
Volumi 12-13.
Il volume 12 inizia con la cerimonia di avvicendamento a capo dello Stato Maggiore Interarmi che vede nel Generale Wittaker, afroamericano, il prossimo capo in seconda (dopo il Presidente) di tutte le forze armate statunitensi. Il Generale Carrington, durante l'importante passaggio di consegne tenutosi in forma privata, riesce a rapire il presidente Sheridan e fugge barricandosi in una base nel deserto del Nevada. Grazie ad avanzati sistemi di difesa e la minaccia di utilizzare il nucleare, un disperato Carrington mantiene a debita distanza interi battaglioni speciali americani mentre il nuovo capo di Stato Maggiore, il Generale James Wittaker subito il comando cercando di avviare delicati negoziati. Carrington chiede l'intervento di XIII e Jones i quali sono richiamati dal Costa Verde dal Vice-Presidente.
Carrington dà appuntamento ai suoi più fidati soldati "là dove va l'indiano". XIII e Jones colgono l'allusione e riescono a far perdere le loro tracce. Nella baita sul lago ritrovano il Colonnello Amos il quale li informa che Carrington è venuto a sapere che Sheridan era il Numero I della congiura e che aveva ordito l'eliminazione di sua figlia Kim. Carrington intende quindi processare Sheridan per i suoi crimini durante un dibattito mediatizzato dal vivo. Tuttavia gli serve la testimonianza della Mangusta che XIII e Jones sono stati incaricati di catturare. L'arresto del vecchio e spietato killer avviene nelle isole Bahamas dopo che è stato faticosamente necessario sbarazzarsi di Irina Svetlanova, il suo pericoloso tenente.
XIII, Jones, Amos e la Mangusta arrivano in Nevada. Prima di oltrepassare il perimetro di sicurezza Frank Giordino, il capo della NSA, simulando un battibecco ravvicinato con la Mangusta, riesce ad infilare nella camicia del killer un revolver imbottito con un potente esplosivo al plastico. Comincia il processo, seguito in diretta da milioni di americani che fungeranno da giuria popolare secondo il Generale. Carrington rivela che sua figlia Kim, il cui corpo è stato ripescato dopo l'affondamento del Lady Bee per opera della Mangusta e che versa ormai in uno stato vegetativo in seguito a un coma cerebrale, gli avrebbe recapitato documenti a prova del criminoso coinvolgimento di Sheridan. Nelle fasi concitate che seguono la Mangusta riesce a prendere in ostaggio Jones ed interrompere la diretta del processo e il relativo flusso video. Jones riesce tuttavia a liberarsi dalla presa della Magusta facendogli cadere il revolver, prontamente raccolto da Sheridan che ora tiene tutti sotto tiro. XIII, Jones e Carrington si allontanano mentre Sheridan, incapace di uccidere i tre spara tre colpi a bruciapelo all'insolente Mangusta che non ha mancato di evidenziarne la codardia. Mentre Sheridan corre per raggiungere la squadra d'intervento, la Mangusta, con l'estremo delle forze, riprende a trasmettere confessando la veridicità di quanto detto durante il processo e rivelando l'esistenza e l'ubicazione di nuove prove, davanti a milioni di telespettatori attoniti. Fuori dalla base, nella tenda di comando strategico Wittaker e Giordino assistono a queste dichiarazioni e il capo della NSA, intenzionato a far tacere la Mangusta, corre ad attivare l'esplosivo uccidendo accidentalmente Sheridan, il quale era ormai a pochi passi dai soccorsi.
Le squadre d'intervento irrompono nei locali della base. Prima di fuggire Carrington si ferma commosso vicino al letto dove Kim è intubata, in profondo coma. Dopo alcuni istanti spegne le macchine che la tenevano in vita e raggiunge Jones e Amos per rintacciare Colin, suo nipotino, figlio di Kim e Sherdian. XIII decide invece di restare e chiudere i conti con Giordino, l'assassino di sua madre ma viene arrestato e gli si notifica che non potrà avvalersi della protezione del nuovo presidente. Dovrà invece essere processato per l'omicidio del Presidente Walter Sheridan.
Il volume 13 ripercorre l'inchiesta di Warren Glass et Ron Finkelstein, giornalisti al New York Daily, che ricostruiscono cronistoria della congiura dei XX fino alle circostanze della recente morte del Presidente Walter Sheridan. Tutto lascia pensare che la versione ufficiale sia falsa: Steve Rowland non era un killer solitario e il processo allestito da Ben Carrington non era insensato e che il Presidente Sheridan non è morto lo stesso giorno per via dei postumi di un tumore al cervello. Sfortunatamente, più i due giornalisti s'avvicinavano alla verità più l'ombra della minaccia degli uomini di Giordino, nuovo capo della NSA si faceva sentire.
Quando Ron rimane ucciso a Miami Warren fugge in Europa. Eludendo la stretta sorveglianza riesce ciononostante a far recapitare al suo caporedattore Randolf McKnight il dossier che aveva preparato con Ron. Oltre a fornire una biografia dettagliata di tutti i protagonisti del caso, questo dossier sfocia su due conclusioni: Walter Sheridan era a capo della cospirazione che ha portato all'assassinio di suo fratello; la misteriosa spia smemorata XIII è un personaggio chiave in tutto il caso. Tuttavia, Warren e Ron non erano riusciti a chiarire se XIII, Jason Fly e Kelly Brian fossero la stessa persona.
Come se ciò non bastasse, Stephen Dundee, editore al New York Daily non dà il nulla osta al suo caporedattore McKnight per mandare in stampa il dossier senza ulteriori prove. Warren è quindi costretto a rischiare facendo ritorno a New York per difendere le sue tesi. Durante il suo viaggio viene ucciso da Jessica Martin, una delle killer di Giordino.
Il dossier XIII è definitivamente sepolto.
Volumi 14-16.
Durante il processo segreto di XIII, Frank Giordino afferma di possedere la deposizione di Sean Mullway nella quale lo stesso dichiara che XIII non sarebbe Jason Fly bensì Seamus O'Neil, un membro dell'IRA e amico del vero Jason. Seamus avrebbe raggiunto la ribellione Santosista sotto il falso nome di Kelly Brian dopo la morte accidentale di Jason. Il tribunale speciale dichiara quindi XIII colpevole del sequestro e dell'assassinio del Presidente Sheridan e lo condanna all'ergastolo, da scontare in una struttura segreta assieme ad altri membri della congiura dei XX.
Danny Finkelstein, giovane reporter nonché fratello di Ron Finkelstein e ossessionato dalla trama attorno al misterioso XIII, segue a distanza il trasferimento di XIII verso il carcere. Il convoglio viene attaccato da uomini armati mascherati e il prigiorniero viene rapito da Jessica, colei che ha giustiziato i giornalisti Warren Glass e Ron Finkelstein. Occorre ricordare che se da una parte Jessica lavora ufficialmente per Giordino dall'altra obbedisce innanzitutto agli ordini della sua amante Irina Svetlanova. Dopo la morte della Mangusta Irina aveva creato Executor, una multinazionale di killer professionisti che lavorano su commissione. Irina, avendo perso l'uso dell'occhio destro e orfana del suo mentore la Mangusta, cova dietro i suoi grandi occhiali neri così tanto odio nei confronti di XIII che lo ha fatto rapire per vendicarsi di lui di persona, preferendo non lasciarlo al suo destino, magari venendo a sapere che è morto in carcere per mano di qualcun altro. Ma sulla nave di Irina, adibita a centro di comando, XIII non si ritrova da solo bensì c'è con lui, a condividere la nuova prigionia, Danny, rapito anch'esso da Jessica perché ha voluto ficcare troppo il naso riaprendo la pericolosa inchiesta dei due giornalisti assassinati.
Il macabro piano di Irina è semplice: all'alba lasciare fuggire XIII e Danny ammanettati e buttati su un piccolo canotto a motore dando loro alcune ore di tempo di fuga prima di sguinzagliare sulle loro tracce Jessica e tre dei suoi uomini. I due fuggitivi si allontanano velocemente dalla nave e spariscono nella fitta nebbia navigando a vista. Dopo qualche minuto in vicinanza a quello che sembra un inospitale isolotto roccioso XIII e Danny si accorgono che il canotto è minato e si tuffano nelle gelide acque pochissimi attimi prima della sua esplosione. Le tracce lasciate dai due fuggitivi portano gli inseguitori (arrivati in elicottero) sul punto del disastroso naufragio e si mettono a sorvolare l'isolotto. Dopo molte peripezie e pericolose arrampicate e corse sfrenate nella natura selvaggia XIII trova in un rifugio un vecchio revolver carico e riesce comunque ad uccidere uno ad uno tutti i tre uomini di Irina abbattendo l'elicottero facendo così fallire la spietata caccia all'uomo. Una stordita Jessica sopravvive miracolosamente allo schianto del velivolo ma è ormai lontana dalle sue prede. XIII è illeso e ora può tranquillamente liberarsi dalle manette e separarsi dallo sfortunato Danny portandolo in ospedale perché ferito alla spalla da una pallottola vagante. XIII in seguito decide di sparire dalla circolazione dirigendosi verso la frontiera messicana con l'intento di raggiungere un porto sicuro e ritrovare i suoi unici amici Jones e Carrington, rifugiatisi in precedenza presso la piantagione Préseau a San Miguel. Quello che XIII ignora è che Jessica e gli uomini di Giordino, con il prezioso ausilio degli enormi mezzi tecnologici messi a loro disposizione, lo hanno già rintracciato avendo individuato ogni sua traccia fino al suo arrivo nella piccola repubblica sudamericana.

## Opere derivate
Nel 2003 la storia dei primi cinque volumi è stata adattata in un videogioco dal titolo omonimo che è stato distribuito su diverse piattaforme.
Nel 2008 XIII, interpretato da Stephen Dorff è stato protagonista di una miniserie TV in due episodi di produzione franco-canadese, a cui ha fatto seguito una serie televisiva omonima, giunta alla seconda stagione, con parte dello stesso cast, dove XIII viene però interpretato dall'attore Stuart Townsend.